# 508. zračnoprevozna polkovna bojna skupina (ZDA)
Za druge 508. polke glejte 508. polk.
508. zračnoprevozna polkovna bojna skupina (izvirno angleško 508th Airborne Regimental Combat Team; kratica 508th ARCT) je bila zračnoprevozna polkovna bojna skupina Kopenske vojske Združenih držav Amerike.

## Zgodovina
Bojna skupina je bila ustanovljena 16. aprila 1951 v Fort Braggu; za čas padalskega urjenja je bila premeščena v Fort Benning. Leta 1956 je bila premeščena v Fort Campbell, kjer je bila 22. marca 1957 razpuščena. Moštvo in opremo so dodelili 101. zračnoprevozni diviziji.